# Прем'єр-міністр Аландських островів
Прем'єр-міністр Аландських островів (швед. Ålands regeringschefer) — очільник уряду Аландських островів. Вибирається місцевим парламентом лагтінгом, а потім формально затверджується президентом Фінляндії. Йде у відставку разом з усім урядом після кожних парламентських виборів, а також за особистою заявою і в деяких інших випадках.
З листопада 2019 року посаду прем'єр-міністра займає Вероніка Тернрос — член партії «Аландський центр». Очолюваний нею кабінет став 14-м за рахунком в історії Аландських островів.

## Прем'єр-міністри
| № кабінету | Прем'єр-міністр    | Період роботи на посаді               | Днів |
| 1.         | Карл Бьоркман      | 10 липня 1922 — 30 грудня 1938        |      |
| 2.         | Віктор Страндф'ялт | 30 грудня 1938 — 1 січня 1955         |      |
| 3.         | Хуго Юханссон      | 1 січня 1955 — 28 березня 1967        |      |
| 4.         | Мартін Ісакссон    | 28 березня 1967 — 1 липня 1972        |      |
| 5.         | Аларік Яггблум     | 1 липня 1972 — 1 січня 1979           |      |
| 6.         | Фолке Войвалін     | 1 січня 1979 — 20 квітня 1988         |      |
| 7.         | Суне Ерікссон      | 20 квітня 1988 — 28 листопада 1991    |      |
| 8.         | Рагнар Ерландссон  | 28 листопада 1991 — 24 листопада 995  |      |
| 9.         | Рогер Янссон       | 24 листопада 1995 — 3 грудня 1999р    |      |
| 10.        | Рогер Нордлунд     | 3 грудня 1999р — 26 листопада 2007    |      |
| 11.        | Вівека Ерікссон    | 26 листопада 2007 — 25 листопада 2011 |      |
| 12.        | Камілла Гунелл     | 25 листопада 2011 — 25 листопада 2015 |      |
| 13.        | Катрін Шьогрен     | 25 листопада 2015 — 25 листопада 2019 |      |
| 14.        | Вероніка Тернрос   | з 25 листопада 2019                   |      |